# Saršoni
Saršoni su naselje u Hrvatskoj u općini Viškovu. Nalaze se u Primorsko-goranskoj županiji.

## Zemljopis
Zapadno su Ronjgi, sjeverozapadno se nalaze Marčelji, jugozapadno su Mladenići, sjeveroistočno su Kukuljani, Zoretići, Trnovica, Milaši i Brnelići, Martinovo Selo, Baštijani i Lubarska su istočno, jugoistočno je Lopača i Drenova.

## Stanovništvo
| broj stanovnika | 561   | 545   | 418   | 466   | 568   | 596   | 299   | 335   | 322   | 306   | 338   | 353   | 336   | 524   | 781   | 1532  | 1664  |
|                 | 1857. | 1869. | 1880. | 1890. | 1900. | 1910. | 1921. | 1931. | 1948. | 1953. | 1961. | 1971. | 1981. | 1991. | 2001. | 2011. | 2021. |